# Pyrinia arxata
Pyrinia arxata es una especie de polilla de la familia Geometridae. La especie fue descrita por primera vez por Herbert Druce habiendo sido descrita en 1892, con distribución en Panamá. El sintipo de la especie fue descrita en el Volcán Barú, provincia de Chiriquí, en Panamá, a una altitud de 2000 a 3000 metros (6561,7 a 9842,5 pies) sobre el nivel del mar.